# Elecciones municipales de Guatemala de 2023
Las elecciones municipales de Guatemala de 2023 se realizaron el domingo 25 de junio de 2023, en las mismas se renovaron a los diferentes alcaldes y corporaciones de los 340 municipios en los 22 departamentos de Guatemala. Se realizaron simultáneamente a las elecciones presidenciales, elecciones legislativas y al Parlamento Centroamericano.
Debido a la suspensión de las votaciones en 5 municipios, por distintos problemas que surgieron en la elección del 25 de junio, el TSE convocó de nuevo  para el día 20 de agosto de 2023 a los ciudadanos de los municipios de San José del Golfo en Guatemala; San Martín Zapotitlán en Retalhuleu, Yepocapa en Chimaltenango, San Pablo Jocopilas en Suchitepéquez, y San Bartolomé Jocotenango en Quiché.

## Estructura de los gobiernos municipales
El gobierno de los municipios de Guatemala está a cargo de un Concejo Municipal, de conformidad con el artículo 254 de la Constitución Política de la República de Guatemala, que establece que «el gobierno municipal será ejercido por un consejo municipal». A su vez, el código municipal —que tiene carácter de ley ordinaria y contiene disposiciones que se aplican a todos los municipios de Guatemala— establece en su artículo 9 que «el consejo municipal es el órgano colegiado superior de deliberación y de decisión de los asuntos municipales… y tiene su sede en la circunscripción de la cabecera municipal». Por último, el artículo 33 del mencionado código establece que al «gobierno del municipio le corresponde con exclusividad al consejo municipal el ejercicio del gobierno del municipio».
El consejo municipal se integra de conformidad con lo que establece la Constitución en su artículo 254, es decir «por un consejo el cual se integra con el alcalde, los síndicos y concejales, electos directamente por sufragio universal y secreto para un periodo de cuatro años, pudiendo ser reelectos». Al respecto, el código municipal en el artículo 9 establece «que se integra por el alcalde, los síndicos y los concejales, todos electos directa y popularmente en cada municipio de conformidad con la ley de la materia».

## Candidatos
Se muestra el número de candidatos a alcalde por partido político en los 340 municipios del país.
| Partido | Partido                                      | Partido | Candidatos |
| ------- | -------------------------------------------- | ------- | ---------- |
|         | Unidad Nacional de la Esperanza              |         | 332/340    |
|         | Vamos                                        |         | 327/340    |
|         | Partido Cabal                                |         | 295/340    |
|         | Todos                                        |         | 194/340    |
|         | Partido Azul                                 |         | 185/340    |
|         | Visión con Valores                           |         | 183/340    |
|         | Movimiento para la Liberación de los Pueblos |         | 168/340    |
|         | Partido Político Nosotros                    |         | 147/340    |
|         | Podemos                                      |         | 137/340    |
|         | Cambio                                       |         | 129/340    |
|         | Partido Unionista                            |         | 26/340     |
|         | Bienestar Nacional                           |         | 123/340    |
|         | Valor–Unionista                              |         | 118/340    |
|         | Partido Humanista de Guatemala               |         | 108/340    |
|         | Voluntad, Oportunidad y Solidaridad          |         | 88/340     |
|         | Comunidad Elefante                           |         | 83/340     |
|         | URNG–WINAQ                                   |         | 10/340     |
|         | Valor                                        |         | 71/340     |
|         | Semilla–URNG                                 |         | 64/340     |
|         | Unión Republicana                            |         | 63/340     |
|         | Comités cívicos                              |         | 60/340     |
|         | Movimiento Semilla                           |         | 59/340     |
|         | Compromiso, Renovación y Orden               |         | 57/340     |
|         | Victoria                                     |         | 57/340     |
|         | WINAQ                                        |         | 55/340     |
|         | Semilla–URNG–WINAQ                           |         | 49/340     |
|         | Mi Familia                                   |         | 47/340     |
|         | Unidad Revolucionaria Nacional Guatemalteca  |         | 44/340     |
|         | Partido Republicano                          |         | 41/340     |
|         | Frente de Convergencia Nacional              |         | 39/340     |
|         | Partido de Avanzada Nacional                 |         | 32/340     |
|         | Partido de Oportunidades y Desarrollo        |         | 25/340     |
|         | Partido de Integración Nacional              |         | 18/340     |
|         | Partido Popular Guatemalteco                 |         | 12/340     |

## Resultados electorales
| Municipio                      | Alcalde saliente                             | Partido o comité cívico   | Alcalde electo                               | Partido o comité cívico                                 |
| Departamento de Guatemala      | Departamento de Guatemala                    | Departamento de Guatemala | Departamento de Guatemala                    | Departamento de Guatemala                               |
| ------------------------------ | -------------------------------------------- | ------------------------- | -------------------------------------------- | ------------------------------------------------------- |
| Guatemala de la Asunción       | Ricardo Quiñonez Lemus                       | Unionista                 | Ricardo Quiñónez Lemus                       | Valor– Unionista                                        |
| Santa Catarina Pinula          | Sebastián Siero Asturias                     | Unionista                 | Sebastián Siero Asturias                     | Valor– Unionista                                        |
| San José Pinula                | Miguel Ángel Solares Montenegro              | UNE                       | Johnny Frederyk Ayala Toledo                 | Cabal                                                   |
| San José Del Golfo             | José Rocael Chamale Enríquez                 | Vamos                     | Yessica Palencia                             | UNE                                                     |
| Palencia                       | Guadalupe Alberto Reyes Aguilar              | UNE                       | Guadalupe Alberto Reyes Aguilar              | Vamos                                                   |
| Chinautla                      | Brenda Elizabeth Del Cid Medrano Montiel     | UNE                       | Brenda Elizabeth Del Cid Medrano Montiel     | Vamos                                                   |
| San Pedro Ayampuc              | José Fredy Peláez Ávalos                     | UNE                       | Nelvi Elidi Quiñonez Morales                 | Cabal                                                   |
| Mixco                          | Neto Bran Montenegro                         | Todos                     | Neto Bran                                    | Partido Popular Guatemalteco                            |
| San Pedro Sacatepéquez         | Noe Leopoldo Boror Hernández                 | CREO                      | Juan Leonel Culajay Pérez                    | VIVA                                                    |
| San Juan Sacatepéquez          | Juan Carlos Pellecer Agustín                 | Todos                     | Juan Carlos Pellecer Agustín                 | Vamos                                                   |
| San Raymundo                   | Joel Humberto Choy Yoc                       | UCN                       | Florentín Luis Álvaro Queche Sarceño         | C.C. Desarrollo San Raymundense                         |
| Chuarrancho                    | Alejandro Gonzalez Xajap                     | UNE                       | Gerson Saul Ajcuc Xot                        | Vamos                                                   |
| Fraijanes                      | Wilton Leonardo Berreondo Figueroa           | PHG                       | Daniel Rustrián                              | Valor                                                   |
| Amatitlán                      | Mainor Guillermo Orellana Mazariegos         | Valor                     | Mainor Guillermo Orellana Mazariegos         | Valor                                                   |
| Villa Nueva                    | Javier Gramajo Escobar                       | Fuerza                    | Mynor Morales Zurita                         | Valor                                                   |
| Villa Canales                  | Julio Daniel Marroquin Ordoñez               | UNE                       | Ramiro Rivera                                | Valor                                                   |
| San Miguel Petapa              | Mynor Rolando Morales Chávez                 | Valor                     | Mynor Rolando Morales Chávez                 | Valor                                                   |
| Departamento de Sacatepéquez   |                                              |                           |                                              |                                                         |
| Antigua Guatemala              | Victor Hugo Del Pozo Coronado                | Todos                     | Juan Manuel Asturias Sueras                  | Comité Cívico Futuro                                    |
| Jocotenango                    | Marcus Alexander González Pérez              | MarCus                    | Gerald Iván Meoño Rodas                      | Cabal                                                   |
| Pastores                       | Hugo Leonel Mendoza Reyes                    | MUP                       | José Lizandro Zamora Chamalé                 | Cabal                                                   |
| Sumpango                       | Carlos Enrique Cubur Sula                    | CCSS                      | Carlos Enrique Cubur Sula                    | C.C. Somos Sumpango                                     |
| Santo Domingo Xenacoj          | David Aniceto Aquino Chocoyo                 | Fuerza                    | David Aniceto Aquino Chocoyo                 | Cabal                                                   |
| Santiago Sacatepéquez          | Salomon Itzol Pec                            | Fuerza                    | Manuel Augusto Navas y Navas                 | Todos                                                   |
| San Bartolomé Milpas Altas     | Rosalio Axpuac Martínez                      | PC                        | Ruben Ernesto Axpuac Velasquez               | Cabal                                                   |
| San Lucas Sacatepéquez         | Jorge Adan Rodríguez Dieguez                 | UNE                       | Yener Haroldo Plaza Natareno                 | UNE                                                     |
| Santa Lucía Milpas Altas       | Augusto Agustín Vicente                      | Todos                     | Luis Orlando Guerra Oliva                    | Cabal                                                   |
| Magdalena Milpas Altas         | Juan Francisco Pérez Méndez                  | UNE                       | Erick Noel Martínez López                    | Cabal                                                   |
| Santa María De Jesús           | Daniel Sunun Sica                            | UNE                       | Mario Jerónimo Pérez Pp                      | Nosotros                                                |
| Ciudad Vieja                   | Clemente Federico Arturo Bethancourt Sánchez | LIBRE                     | Clemente Federico Arturo Bethancourt Sánchez | C.C. Libre Ciudad Vieja                                 |
| San Miguel Dueñas              | José Otilio Barrientos Cabrera               | Unionista                 | Eduardo Morales Medio                        | Vamos                                                   |
| Alotenango                     | Sergio Gonzalo Sul Civil                     | UNIDOS                    | Sergio Gonzalo Sul Civil                     | Elefante                                                |
| San Antonio Aguas Calientes    | Elwin Hernández Zamora                       | PC                        | Aldo Normando López Mican                    | VOS                                                     |
| Santa Catarina Barahona        | Elmer Neftali Ordoñez López                  | Todos                     | Elmer Neftali Ordoñez López                  | C.C. Somos Santa C. Barahona                            |
| Departamento de Chimaltenango  |                                              |                           |                                              |                                                         |
| Chimaltenango                  | Carlos Alexander Simaj Chan                  | UNE                       | Alfonso Elel Castro                          | Comité Cívico CH'ICH                                    |
| San José Poaquil               | Carlos Similox Sisimit                       | Vamos                     | Juan Aroldo Santelel Sisimit                 | Cabal                                                   |
| San Martín Jilotepeque         | Bartolomé Chocoj Camey                       | MAS UNIDOS                | Marvin Yovany Aguín Aguín                    | Todos                                                   |
| Comalapa                       | Justo Rufino Similox Pichiya                 | UNE                       | Justo Rufino Similox Pichiya                 | Vamos                                                   |
| Santa Apolonia                 | Francisco Tepaz Aju                          | UNE                       | Selvin Carlos Pinzón de la Cruz              | Unionista                                               |
| Tecpán Guatemala               | Obispo Pablo Puac Puac                       | TRIGO                     | Flaviano Salomón Díaz                        | Vamos                                                   |
| Patzún                         | Guadalupe Cojti Xulu                         | Vamos                     | Guadalupe Cojti Xulu                         | Vamos                                                   |
| Pochuta                        | José Benjamin Vasquez Reyes                  | UNE                       | Lester Joel García Guerrero                  | Valor                                                   |
| Patzicía                       | Joel Justiniano Esquit Sanum                 | Vamos                     | Sergio Eleazar Esquit Can                    | C. C. Samajel                                           |
| Santa Cruz Balanyá             | Enio Oswaldo Juárez Roquel                   | PC                        | Enio Oswaldo Juárez Roquel                   | Vamos                                                   |
| Acatenango                     | Isaias Marroquin Figueroa                    | UNE                       | Werner Abedamar Marroquín Cabrera            | Vamos                                                   |
| Yepocapa                       | Bernabe Ajin Vicente                         | UNE                       | Bernabe Ajin Vicente                         | Vamos                                                   |
| San Andrés Itzapa              | Francisco Tojin Vasquez                      | C.C.I.H.                  | José Denis Azurdia Pichol                    | Unionista                                               |
| Parramos                       | Alicia Mendez González Castañeda             | Podemos                   | Amílcar Suy Cubul                            | Cabal                                                   |
| Zaragoza                       | Hugo Leonel Pérez Melendez                   | Zaragoza por Siempre      | Julio Roberto Girón Porras                   | UNE                                                     |
| El Tejar                       | Julio Axel Figueroa Muñoz                    | FCN Nación                | Julio Axel Figueroa Muñoz                    | Vamos                                                   |
| Departamento de El Progreso    |                                              |                           |                                              |                                                         |
| Guastatoya                     | Jorge Antonio Orellana Pinto                 | UNE                       | José Elías Herrera Guerra                    | Valor                                                   |
| Morazán                        | Marco Tulio Arriaza Cordova                  | UNE                       | Marco Tulio Arriaza Cordova                  | Vamos                                                   |
| San Agustín Acasaguastlán      | René Amílcar Marroquín Barrientos            | PHG                       | Byron Manolo Aguilar Aldana                  | Vamos                                                   |
| San Cristóbal Acasaguastlán    | Edgar Humberto Castañeda Ruano               | CREO                      | Edgar Humberto Castañeda Ruano               | Vamos                                                   |
| El Jícaro                      | Jose Francisco Mejia Flores                  | PC                        | José Francisco Mejía Flores                  | Vamos                                                   |
| Sansare                        | Alex Donaldo Castañeda Mejia                 | UNE                       | Sebastián Morales Carrera                    | Vamos                                                   |
| Sanarate                       | Victor Israel Guerra Zavala                  | UNE                       | César Augusto Rodas Álvarez                  | Vamos                                                   |
| San Antonio La Paz             | Nubere Agustín Lopez Lopez                   | Vamos                     | Nubere Agustín Lopez Lopez                   | Vamos                                                   |
| Departamento de Escuintla      |                                              |                           |                                              |                                                         |
| Escuintla                      | Edgar Abraham Rivera Estevez                 | Victoria                  | Edgar Abraham Rivera Estevez                 | Victoria                                                |
| Santa Lucía Cotzumalguapa      | Romeo Ramos Cruz                             | PPT                       | Julio Armando Espinoza Paz                   | Vamos                                                   |
| La Democracia                  | Dora Aldina Perez Martinez                   | Podemos                   | Juan Ramiro Soto García                      | UNE                                                     |
| Siquinalá                      | Edgar Roberto Alvarez Veliz                  | CREO                      | Daniel González Jiménez                      | Cabal                                                   |
| Masagua                        | Aura Marina Orantes Gaitan De Bran           | UNE                       | Nelson Luciano Marroquín Marroquín           | Vamos                                                   |
| Tiquisate                      | Juan Francisco Carias Vivar                  | UCN                       | Héctor Hipólito Cifuentes Ruano              | Cabal                                                   |
| La Gomera                      | Floridalma Morales Contreras                 | UNE                       | Héctor Hugo Cardona Morales                  | Vamos                                                   |
| Guanagazapa                    | Weimer Wuilfredo Reyes Castillo              | UNE                       | Weimer Wuilfredo Reyes Castillo              | Vamos                                                   |
| San José                       | Marco Vinicio Najarro Cruz                   | UNE                       | Marcos Odilia González García de Rizzo       | Valor                                                   |
| Iztapa                         | Mario Rolando Mejia Alfaro                   | PC                        | Jonatan Josué Zarceño Cortés                 | Valor                                                   |
| Palín                          | José Ricardo Quezada                         | Vamos                     | Byron Ranulfo Rustrián Amado                 | UNE                                                     |
| San Vicente Pacaya             | Axel Catalino Gonzalez                       | UNE                       | Axel Catalino Gonzalez                       | Vamos                                                   |
| Nueva Concepción               | José Adolfo Posuelos Suárez                  | UNE                       | Isaías Corado García                         | UNE                                                     |
| Sipacate                       | Walter Orlando Najera González               | FCN Nación                | Walter Orlando Najera González               | Valor                                                   |
| 'Departamento de Santa Rosa'   |                                              |                           |                                              |                                                         |
| Cuilapa                        | Esvin Fernando Marroquin Tupas               | PC                        | Mariflor Morales                             | Vamos                                                   |
| Barberena                      | Rubelio Recinos Corea                        | Unionista                 | Jonathan José Antonio Rueda Vallejo          | Vamos                                                   |
| Santa Rosa De Lima             | Llan Carlos Davila Arevalo                   | CCS                       | Juan José Dávila Aguilar                     | Cabal                                                   |
| Casillas                       | Dayri Benjamin Bocanegra Salazar             | UCN                       | Dayri Benjamin Bocanegra Salazar             | Vamos                                                   |
| San Rafael Las Flores          | Roberto De Jesús Pivaral Y Pivaral           | UNE                       | Luis Fernando Monterroso Morales             | Cabal                                                   |
| Oratorio                       | Ely Yovany Orozco Martínez                   | PC                        | Nery Armando Castillo Olivares               | UNE                                                     |
| San Juan Tecuaco               | Wilian Alonzo García Y García                | UCN                       | Marvin Morales García                        | UNE                                                     |
| Chiquimulilla                  | Rubén Dario Escobar Ruiz                     | PC                        | Rubén Dario Escobar Ruiz                     | Vamos                                                   |
| Taxisco                        | Uben Castillo Orantes                        | UNE                       | Vidal Montepeque Barillas                    | Vamos                                                   |
| Santa María Ixhuatán           | Jorge Alexis Quevedo Divas                   | UNE                       | Wilson Antonio González Corado               | Cabal                                                   |
| Guazacapán                     | Francisco Orantes                            | UNE                       | Noel de la Cruz Pablo                        | UNE                                                     |
| Santa Cruz Naranjo             | Carlos Salvador Rodríguez Revolorio          | CCS                       | Iván Antonio Morales Del Cid                 | Cabal                                                   |
| Pueblo Nuevo Viñas             | Cristiams Josue Blanco Fajardo               | UCN                       | Cristiams Josue Blanco Fajardo               | Vamos                                                   |
| Nueva Santa Rosa               | José Enrique Arredondo Amaya                 | UNE                       | José Enrique Arredondo Amaya                 | Cabal                                                   |
| Departamento de Sololá         |                                              |                           |                                              |                                                         |
| Sololá                         | Carlos Humberto Guarquez Ajiquichi           | URNG MAIZ                 | Andrés Lisandro Iboy Chiroy                  | Comité Cívico Sololatecos Unidos por el Cambio - CC SUD |
| San José Chacayá               | Luis Florencio García Chuta                  | UNE                       | Luis Florencio García Chuta                  | Vamos                                                   |
| Santa María Visitación         | Mario Roberto Dionisio Dionisio              | Vamos                     | Mario Roberto Dionisio Dionisio              | Vamos                                                   |
| Santa Lucía Utatlán            | Macario Encarnacion Joj Yac                  | VIVA                      | Stuardo Alfonso Cáceres Ovalle               | Vamos                                                   |
| Nahualá                        | Manuel Guarchaj Tzep                         | Vamos                     | Manuel Guarchaj Tzep                         | Vamos                                                   |
| Santa Catarina Ixtahuacán      | Pascual Tambriz Tzep                         | UNE                       | Pascual Tambriz Tzep                         | Vamos                                                   |
| Santa Clara La Laguna          | Francisco Chavajay Saquic                    | UCN                       | Francisco Chavajay Saquic                    | Vamos                                                   |
| Concepción                     | Pedro Juracan Leja                           | Fuerza                    | Filiberto Sequec Juracán                     | UNE                                                     |
| San Andrés Semetabaj           | Gaspar Chumil Morales                        | URNG MAIZ                 | Bairon Ricardo Tobías Sánchez                | Vamos                                                   |
| Panajachel                     | Cesar Pablo Piedrasanta Rodríguez            | PC                        | Manuel Zacarías Sahón Rosales                | MLP                                                     |
| Santa Catarina Palopó          | Cruz Sajvin Ordóñez                          | Vamos                     | Antonio Tax López                            | Cabal                                                   |
| San Antonio Palopó             | Aníbal Beltran Carrillo Motta                | CREO                      |                                              |                                                         |
| San Lucas Tolimán              | Jonatan Lopez Pacheco                        | CCEA                      | Eswin Rolando Buch Tojín                     | Vamos                                                   |
| Santa Cruz La Laguna           | Bartolo Simaj Balcot                         | Fuerza                    | Pedro Juan Solís                             | Vamos                                                   |
| San Pablo La Laguna            | Juan Ujpan Piy                               | UNE                       | Gaspar Ixcayá Culum                          | Vamos                                                   |
| San Marcos La Laguna           | Vicente Raúl Puzul Mendoza                   | PHG                       | Vicente Raúl Puzul Mendoza                   | Vamos                                                   |
| San Juan La Laguna             | Flavio Jose Yojcom García                    | Vamos                     | Francis Daniel Chavajay Herrera              | Vamos                                                   |
| San Pedro La Laguna            | Edwin Mauricio Mendez Puac                   | URNG MAIZ                 | Cándida González Chipir de Coroxón           | VIVA                                                    |
| Santiago Atitlán               | Bartolomé Ajchomajay Tacaxoy                 | Vamos                     | Francisco Coché Pablo                        | Cabal                                                   |
| Departamento de Totonicapán    |                                              |                           |                                              |                                                         |
| Totonicapán                    | Luis Alfredo Herrera Amado                   | UNE                       | Luis Alfredo Herrera Amado                   | Cabal                                                   |
| San Cristóbal Totonicapán      | Gaspar Chay Hic                              | FCN Nación                | Carlos Enrique Say Mutz                      | Cabal                                                   |
| San Francisco El Alto          | José Manuel Gomez García                     | Vamos                     | José Pastor Hernández                        | UNE                                                     |
| San Andrés Xecul               | Faustino Ricardo Chan Cux                    | UNE                       | Francisco Eduardo Chuc Paxtor                | UNE                                                     |
| Momostenango                   | Santiago Vicente Chanchavac                  | Todos                     | Albino Cuyuch Chaj                           | Cabal                                                   |
| Santa María Chiquimula         | Juan Justo Lux Carrillo                      | VICTORIA                  | Juan Carlos Carrillo Castro                  | Cabal                                                   |
| Santa Lucía La Reforma         | Pedro Osorio Quinillo                        | Vamos                     | Juan Chivalán Tiú                            | UNE                                                     |
| San Bartolo                    | Rudy Eduardo Chun Perez                      | Vamos                     | Pedro Arael Pérez Ruano                      | BIEN                                                    |
| Departamento de Quetzaltenango |                                              |                           |                                              |                                                         |
| Quetzaltenango                 | Juan Fernando López                          | PHG                       | Juan Fernando López                          | PHG                                                     |
| Salcajá                        | Rolando Miguel Ovalle Barrios                | CREO                      |                                              |                                                         |
| Olintepeque                    | Carlos Enrique Baten Gomez                   | BIEN                      |                                              |                                                         |
| San Carlos Sija                | Hugo Arlando García Mazariegos               | Valor                     |                                              |                                                         |
| Sibilia                        | Gelver Facundo Ochoa Gramajo                 | Todos                     |                                              |                                                         |
| Cabricán                       | Eleazar Esau Lopez Y Lopez                   | UNE                       |                                              |                                                         |
| Cajolá                         | Juan Gomez Lopez                             | FCN Nación                |                                              |                                                         |
| San Miguel Sigüilá             | Aníbal Diaz Vicente                          | CREO                      |                                              |                                                         |
| Ostuncalco                     | Felix Luis Marroquin Escalante               | UNE                       |                                              |                                                         |
| San Mateo                      | Elvin Yobany Cifuentes Escobar               | UNE                       |                                              |                                                         |
| Concepción Chiquirichapa       | Remigio Hernandez Lorenzo                    | PAPA                      |                                              |                                                         |
| San Martín Sacatepéquez        | Juan De Leon Salez                           | VIVA                      |                                              |                                                         |
| Almolonga                      | Oscar Paul Gonon Nimatuj                     | Vamos                     |                                              |                                                         |
| Cantel                         | David Joel Chojolan Zorin                    | Todos                     |                                              |                                                         |
| Huitán                         | Cesar Augusto Calderón López                 | UNE                       |                                              |                                                         |
| Zunil                          | Julio Cesar Xicay Poz                        | BIEN                      | Bernabé Mateo Civay Huix                     | WINAQ                                                   |
| Colomba                        | Isidro Herminio Castillo Díaz                | UNE                       |                                              |                                                         |
| San Francisco La Unión         | Juan Anacleto Hernández Huinac               | VIVA                      | Francisco González Matul                     | URNG-MAIZ                                               |
| El Palmar                      | Rene Haroldo Ramírez Méndez                  | Valor                     |                                              |                                                         |
| Coatepeque                     | Alfonso García Junco Hemmerling              | UNE                       |                                              |                                                         |
| Génova                         | Edgar Amilcar Escalante Morales              | Valor                     |                                              |                                                         |
| Flores Costa Cuca              | Mario Rene Lozano Giron                      | Vamos                     |                                              |                                                         |
| La Esperanza                   | Abrahim Zelada López                         | Todos                     | Armando Ixtabalán Gómez                      | Cabal                                                   |
| Palestina De Los Altos         | Ini Velter Morales Castillo                  | UNE                       |                                              |                                                         |
| Departamento de Suchitepéquez  |                                              |                           |                                              |                                                         |
| Mazatenango                    | Manuel De Jesús Delgado Sagarminaga          | Comité Cívico Conejo      | Carlos Estuardo Villagran                    | Vamos                                                   |
| Cuyotenango                    | Jorge Arturo Reyes Ceballos                  | UCN                       |                                              |                                                         |
| San Francisco Zapotitlán       | Carlos Rene Chavez Kestler                   | UCN                       |                                              |                                                         |
| San Bernardino                 | Lorenzo Ignacio Santos                       | URNG MAIZ                 | Herbert Juan Pablo Hurtado Paul              | Nosotros                                                |
| San José El Ídolo              | Alfredo Oliva Lam                            | UNE                       |                                              |                                                         |
| Santo Domingo Suchitepéquez    | Marvin Gustavo Perez Gualip                  | UCN                       |                                              |                                                         |
| San Lorenzo                    | Henry Estuardo Ayala Dardon                  | FCN Nación                |                                              |                                                         |
| Samayac                        | Camilo Felipe Hernández Lopez                | UNE                       |                                              |                                                         |
| San Pablo Jocopilas            | Melvin Paolo Macario Taquiej                 | UCN                       |                                              |                                                         |
| San Antonio Suchitepéquez      | Edgar Mauricio Ovalle Siguan                 | UNE                       |                                              |                                                         |
| San Miguel Panán               | Gilberto Rocael Arauz Cal                    | UCN                       |                                              |                                                         |
| San Gabriel                    | Remigio Noj Ramos                            | PHG                       |                                              |                                                         |
| Chicacao                       | Uri Antulio Maldonado De Leon                | UNE                       |                                              |                                                         |
| Patulul                        | César Augusto Calderon Uribio                | PAN                       |                                              | Vamos                                                   |
| Santa Bárbara                  | Efrain Coche González                        | UCN                       |                                              |                                                         |
| San Juan Bautista              | Victor Haroldo Oviedo Ajcalon                | PC                        |                                              |                                                         |
| Santo Tomás La Unión           | Pedro Augusto Chavaloc Aguilar               | Semilla                   |                                              |                                                         |
| Zunilito                       | Rudi Eduardo Edelman Cop                     | UNE                       |                                              |                                                         |
| Pueblo Nuevo                   | Diego Lux Lux                                | PHG                       |                                              |                                                         |
| Río Bravo                      | Juan Francisco Lopez Diaz                    | UNE                       |                                              |                                                         |
| San José La Máquina            | Alberto Martínez López                       | Semilla                   | Candido Villagrán Pascual Ávalos             | Cabal                                                   |
| Departamento de Retalhuleu     |                                              |                           |                                              |                                                         |
| Retalhuleu                     | Pablo José Villatoro Flores                  | BIEN                      |                                              |                                                         |
| San Sebastián                  | Oscar David Taleon Alban                     | Valor                     |                                              |                                                         |
| Santa Cruz Muluá               | Elio Francisco Puac Castillo                 | Valor                     |                                              |                                                         |
| San Martín Zapotitlán          | Blanca Estela Mendoza Méndez                 | Todos                     |                                              |                                                         |
| San Felipe                     | Adonias Jehu Salazar Quezada                 | Valor                     |                                              |                                                         |
| San Andrés Villa Seca          | Marco Tulio De Leon Solares                  | UNE                       |                                              |                                                         |
| Champerico                     | Rosalio López López                          | UNE                       |                                              |                                                         |
| Nuevo San Carlos               | Juan Carlos Escobar Maldonado                | Valor                     |                                              |                                                         |
| El Asintal                     | Hugo Ranferi Escobar Barrios                 | UNE                       |                                              |                                                         |
| Departamento de San Marcos     |                                              |                           |                                              |                                                         |
| San Marcos                     | Willy Rene Juárez González                   | CUM                       | Otto Francisco Castillo Bautista             | TODOS                                                   |
| San Pedro Sacatepéquez         | Juan Eliezer González González               | Vamos                     | Luis Rivera                                  | Visión con Valores                                      |
| San Antonio Sacatepéquez       | Óscar Jonatan Pérez Cardona                  | UCN                       | Óscar Jonathan Pérez Cardona                 | Vamos                                                   |
| Comitancillo                   | Héctor López Ramírez                         | UNE                       |                                              |                                                         |
| San Miguel Ixtahuacán          | Timoteo Feliciano Velasquez Bamaca           | BIEN                      |                                              |                                                         |
| Concepción Tutuapa             | Ofelio Joel Morales Simon                    | BIEN                      |                                              |                                                         |
| Tacaná                         | Eulalio Nicacio De Leon Velasquez            | BIEN                      |                                              |                                                         |
| Sibinal                        | Walter Rodrigo Roblero Ortiz                 | BIEN                      |                                              |                                                         |
| Tajumulco                      | José Eliseo Chavez Chavez                    | UNE                       |                                              |                                                         |
| Tejutla                        | Haroldo Crecencio Velasquez Ortega           | Todos                     |                                              |                                                         |
| San Rafael Pie De La Cuesta    | Over Leonel Reyna Escobar                    | C.C.N.I.                  |                                              |                                                         |
| Nuevo Progreso                 | Aureliano Gonzales Hernández                 | CCAM                      |                                              |                                                         |
| El Tumbador                    | Diego Armando Ochoa Bautista                 | CREO                      |                                              |                                                         |
| El Rodeo                       | Crysthian Omar Escobar Angel                 | CREO                      |                                              |                                                         |
| Malacatán                      | Emilio Obdulio Galvez Perez                  | CREO                      |                                              |                                                         |
| Catarina                       | Fulbio Ludvin Perez De Leon                  | CREO                      |                                              |                                                         |
| Ayutla                         | Eustaquio Ruben Mendez De Leon               | CCC                       | Isel Aneli Suñiga Morfín                     | CCC                                                     |
| Ocós                           | Carlos Danilo Preciado Navarijo              | CCLP                      |                                              |                                                         |
| San Pablo                      | Rudy Danilo Martinez Ocaña                   | UCN                       |                                              |                                                         |
| El Quetzal                     | Guillermo Amílcar Ambrosy Mazariegos         | UCN                       |                                              |                                                         |
| La Reforma                     | Edgar Francisco Solano Alcázar               | UCN                       |                                              |                                                         |
| Pajapita                       | Julio Cesar Lam Calderon                     | Todos                     |                                              |                                                         |
| Ixchiguán                      | Mario Alberto Chávez Chávez                  | Vamos                     |                                              |                                                         |
| San José Ojetenam              | Bayron David Chaj González                   | Vamos                     |                                              |                                                         |
| San Cristóbal Cucho            | Wilman Hernan Orozco Orozco                  | Vamos                     |                                              |                                                         |
| Sipacapa                       | Ernesto Ramiro Bautista Rafael               | CREO                      |                                              |                                                         |
| Esquipulas Palo Gordo          | Exadillas Dionel Ramos Aguilar               | FCN Nación                | Exadillas Dionel Ramos Aguilar               | Vamos                                                   |
| Río Blanco                     | Oscar Tereso Álvarez Abelarde                | PHG                       |                                              |                                                         |
| San Lorenzo                    | Roldan Josue Tema Coronado                   | FCN Nación                |                                              |                                                         |
| La Blanca                      | Edilma Elizabeth Navarijo De León            | UCN                       |                                              |                                                         |
| Departamento de Huehuetenango  |                                              |                           |                                              |                                                         |
| Huehuetenango                  | Gustavo Adolfo Cano Villatoro                | Vamos                     |                                              |                                                         |
| Chiantla                       | Elvis Gilberto Tello Alvarado                | UNE                       |                                              |                                                         |
| Malacatancito                  | Irma Elizabeth Ávila Alvarado                | UNE                       |                                              |                                                         |
| Cuilco                         | Manrique Obel Galvez De Leon                 | UNE                       | Audilio Epifanio Roblero Arreaga             | URNG-MAIZ                                               |
| Nentón                         | Rudi Gordillo Velasco                        | FCN Nación                |                                              |                                                         |
| San Pedro Necta                | Julio Amilcar Ambrocio Ramírez               | FCN Nación                |                                              |                                                         |
| Jacaltenango                   | Juan Antonio Camposeco Delgado               | UNE                       |                                              |                                                         |
| Soloma                         | Felipe Domingo Bacilio Pedro                 | Fuerza                    |                                              |                                                         |
| Ixtahuacán                     | Elias Ortiz Andres                           | UNE                       |                                              |                                                         |
| Santa Bárbara                  | Efrain López Gómez                           | UNE                       |                                              |                                                         |
| La Libertad                    | Oscar Armindo Pérez                          | UNE                       |                                              |                                                         |
| La Democracia                  | Santiago Aminabad Molina López               | Fuerza                    | Santiago Aminadab Molina López               | Vamos                                                   |
| San Miguel Acatán              | Alonzo Carlos Miguel                         | UCN                       |                                              | UNE                                                     |
| San Rafael La Independencia    | Emilio Francisco Andrés                      | UNE                       |                                              |                                                         |
| Todos Santos Cuchumatán        | Martin Jiménez Jeronimo                      | CREO                      |                                              |                                                         |
| San Juan Atitán                | Santos Hernández Godinez                     | UCN                       |                                              |                                                         |
| Santa Eulalia                  | Augusto Sebastian Francisquez Perez          | UNE                       |                                              |                                                         |
| San Mateo Ixtatán              | Andres Santizo Gómez                         | UCN                       |                                              |                                                         |
| Colotenango                    | Romeo Domingo Gómez                          | UCN                       |                                              |                                                         |
| San Sebastián Huehuetenango    | Rigoberto Sales Sales                        | UCN                       |                                              |                                                         |
| Tectitán                       | Dony Rossembert Angel Borrayes               | URNG MAIZ                 |                                              |                                                         |
| Concepción Huista              | Juan Ahilon Vargas                           | FCN Nación                |                                              |                                                         |
| San Juan Ixcoy                 | Andres Rafael Lopez                          | Convergencia              |                                              |                                                         |
| San Antonio Huista             | Lindin Marin Morales Saenz                   | Todos                     |                                              |                                                         |
| San Sebastián Coatán           | Juan Sebastian Diego Juan                    | UCN                       |                                              |                                                         |
| Barillas                       | Gilberto Francisco Manuel                    | CREO                      |                                              |                                                         |
| Aguacatán                      | Pablo Escobar Méndez                         | FCN Nación                |                                              |                                                         |
| San Rafael Petzal              | Kalinery Morales Sales                       | UNE                       |                                              |                                                         |
| San Gaspar Ixchil              | Sebastián García Pérez                       | UCN                       |                                              |                                                         |
| Santiago Chimaltenango         | Froylan Elias Aguilar Jimenez                | UNE                       |                                              |                                                         |
| Santa Ana Huista               | Edin Morales Figueroa                        | Todos                     |                                              |                                                         |
| Unión Cantinil                 | Osmar Alexander Tello Figueroa               | UNE                       |                                              |                                                         |
| Petatán                        | Juan Bernardo Hernandez Domingo              | Convergencia              |                                              |                                                         |
| Departamento de Quiché         |                                              |                           |                                              |                                                         |
| Santa Cruz Del Quiché          | José Francisco Pérez Reyes                   | UNE                       |                                              |                                                         |
| Chiché                         | Mario Frederick Tiño Lindo                   | Semilla                   |                                              |                                                         |
| Chinique                       | Mayrol Gregorio Juárez Pérez                 | UNE                       |                                              |                                                         |
| Zacualpa                       | Sabino Herwin Calachij Gutierrez             | PC                        |                                              |                                                         |
| Chajul                         | Juan Mateo Bop                               | Vamos                     |                                              |                                                         |
| Chichicastenango               | Manuel Tebelan Calgua                        | UNE                       |                                              |                                                         |
| Patzité                        | Melchor Aguare Calel                         | UNE                       |                                              |                                                         |
| San Antonio Ilotenango         | Domingo Ajeataz Cho                          | UNE                       |                                              |                                                         |
| San Pedro Jocopilas            | Nicolas López Mendoza                        | Todos                     |                                              |                                                         |
| Cunén                          | Pedro Alejandro Pu Canto                     | UNE                       |                                              |                                                         |
| San Juan Cotzal                | Jacinto Sambrano Medina                      | Valor                     |                                              |                                                         |
| Joyabaj                        | Florencio Carrascoza Gamez                   | UNE                       |                                              |                                                         |
| Nebaj                          | Virgilio Geronimo Bernal Guzmán              | PC                        |                                              |                                                         |
| San Andrés Sajcabajá           | Pedro Tix Gonzales                           | Vamos                     |                                              |                                                         |
| Uspantán                       | Juan Martín Lux Ventura                      | UNE                       |                                              |                                                         |
| Sacapulas                      | Alberto Lux Tzunux                           | UNE                       |                                              |                                                         |
| San Bartolomé Jocotenango      | Joaquin Xotoy Tum                            | Vamos                     |                                              |                                                         |
| Canillá                        | Yanuario Urizar Anzueto                      | UNE                       |                                              |                                                         |
| Chicamán                       | Pedro Gamarro Morales                        | UNE                       |                                              |                                                         |
| Ixcán                          | Antonio Elias Calel                          | UNE                       |                                              |                                                         |
| Pachalum                       | Boanerges Velasquez Duarte                   | Vamos                     |                                              |                                                         |
| Departamento de Baja Verapaz   |                                              |                           |                                              |                                                         |
| Salamá                         | Victor Jordan De La Cruz Cruz                | UNE                       |                                              |                                                         |
| San Miguel Chicaj              | Fernando Calate Cuquej                       | COCIEES                   |                                              |                                                         |
| Rabinal                        | Octaviano Alvarado García                    | COCIECH                   |                                              |                                                         |
| Cubulco                        | Tomas Marcelino Alonzo Teletor               | Todos                     |                                              |                                                         |
| Granados                       | Marvin Ovidio Canahui Marroquin              | UNIDOS                    |                                              |                                                         |
| El Chol                        | Enrique Milian Perez                         | UNE                       |                                              |                                                         |
| San Jerónimo                   | Gilberto Salomon Lopez Alcantara             | Todos                     |                                              |                                                         |
| Purulhá                        | Guillermo Efrain Ramos Ortiz                 | UNE                       |                                              |                                                         |
| Departamento de Alta Verapaz   |                                              |                           |                                              |                                                         |
| Cobán                          | Leonel Arturo Chacon Barrios                 | Valor                     |                                              |                                                         |
| Santa Cruz Verapaz             | Efrain Cuc Moran                             | Todos                     |                                              |                                                         |
| San Cristóbal Verapaz          | Ovidio Choc Pop                              | Valor                     |                                              |                                                         |
| Tactic                         | Julio Baldomero Asig Isem                    | PC                        |                                              |                                                         |
| Tamahú                         | Eduardo Moll Santa Cruz                      | Valor                     |                                              |                                                         |
| Tucurú                         | Leonel Victoriano Guzman Argueta             | UNE                       |                                              |                                                         |
| Panzós                         | Ernesto Ramirez Caal                         | UNE                       |                                              |                                                         |
| Senahú                         | Ariel Gonzalo Leal De León                   | Valor                     | Rolando Maquín Caal                          | Nosotros                                                |
| San Pedro Carchá               | Winter Coc Ba                                | Victoria                  |                                              |                                                         |
| San Juan Chamelco              | Ervin Orlando Tut Quim                       | FCN Nación                |                                              |                                                         |
| Lanquín                        | Roberto Pop Mo                               | VIVA                      | Edin Rolando Pop Choc                        | Unidad Nacional de la Esperanza                         |
| Cahabón                        | Denis Cristian Fraatz Sierra                 | FCN Nación                |                                              |                                                         |
| Chisec                         | Fidencio Lima Pop                            | UCN                       |                                              |                                                         |
| Chahal                         | Luis Rodolfo Barrientos Figueroa             | Unionista                 |                                              |                                                         |
| Fray Bartolomé De Las Casas    | Arnoldo Federico Fontana Hercules            | Victoria                  |                                              |                                                         |
| Santa Catalina La Tinta        | Horacio Oswaldo Mendoza Fernández            | UNE                       |                                              |                                                         |
| Raxruhá                        | Carlos Tut Xol                               | WINAQ                     |                                              |                                                         |
| Departamento de Petén          |                                              |                           |                                              |                                                         |
| Flores                         | Mayra Elizabeth Altan Palencia De Palacios   | Vamos                     |                                              |                                                         |
| San José                       | Yobani Donaldo Cortez Zac                    | C.C Mi Pueblo             |                                              |                                                         |
| San Benito                     | Carlos Antonio Kuylen Morales                | UNE                       |                                              |                                                         |
| San Andrés                     | Milton Saul Méndez Fion                      | BIEN                      |                                              |                                                         |
| La Libertad                    | Gustavo Adolfo Diaz Diaz                     | UNE                       |                                              |                                                         |
| San Francisco                  | Juan José Paredes Guzman                     | FCN Nación                | Juan José Paredes Guzman                     | Vamos                                                   |
| Santa Ana                      | Cesar Augusto Garrido Rosado                 | BIEN                      |                                              |                                                         |
| Dolores                        | Marvin Rolando Cruz Guzman                   | UNE                       |                                              |                                                         |
| San Luis                       | Macario Efrain Oliva Muralles                | UCN                       |                                              |                                                         |
| Sayaxché                       | José María Cabnal Bol                        | UNE                       |                                              |                                                         |
| Melchor De Mencos              | Luis Amado Yanes Mendoza                     | UNE                       | Jorge Dominguez                              | Visión con Valores                                      |
| Poptún                         | Vicente Alfredo Gil Castillo                 | VIVA                      |                                              |                                                         |
| Las Cruces                     | Bayron Bernal Oliva                          | VIVA                      |                                              |                                                         |
| El Chal                        | Elías Calderón Álvarez                       | Vamos                     |                                              |                                                         |
| Departamento de Izabal         |                                              |                           |                                              |                                                         |
| Puerto Barrios                 | Hugo Rene Sarceño Orellana                   | PC                        |                                              |                                                         |
| Lívingston                     | Daniel Esaú Pinto Peña                       | UCN                       |                                              |                                                         |
| El Estor                       | José Joel Lorenzo Flores                     | UNE                       |                                              |                                                         |
| Morales                        | Maynor David Portillo Vásquez                | UNE                       |                                              |                                                         |
| Los Amates                     | Nery Randolfo Cruz Pérez                     | UNE                       |                                              |                                                         |
| Departamento de Zacapa         |                                              |                           |                                              |                                                         |
| Zacapa                         | Mynor Amilcar Morales Vargas                 | AL RESCATE DE ZACAPA      |                                              |                                                         |
| Estanzuela                     | Mirna Yohaira Vargas Trujillo                | UCN                       |                                              |                                                         |
| Río Hondo                      | Oscar Ernesto Mata                           | TUNO                      |                                              |                                                         |
| Gualán                         | Luis Fernando Cordón Vargas                  | UCN                       |                                              |                                                         |
| Teculután                      | Raúl Paredes Oliva                           | BIEN                      |                                              |                                                         |
| Usumatlán                      | Andi Natanael Pacheco Vásquez                | UCN                       |                                              |                                                         |
| Cabañas                        | Javier Antonio Ortiz García                  | UCN                       |                                              |                                                         |
| San Diego                      | Hugo Rene Villeda Portillo                   | BIEN                      |                                              |                                                         |
| La Unión                       | Edvin Gustavo Galván                         | Vamos                     |                                              |                                                         |
| Huité                          | Walter Joel Mateo Najera                     | UNE                       |                                              |                                                         |
| San Jorge                      | Oscar David Trujillo Sánchez                 | BIEN                      |                                              |                                                         |
| Departamento de Chiquimula     |                                              |                           |                                              |                                                         |
| Chiquimula                     | Rolando Arturo Aquino Guerra                 | LA MUTA                   | José René Pinto España                       | Vamos                                                   |
| San José La Arada              | Melvin Licinio León Villeda                  | Vamos                     |                                              |                                                         |
| San Juan Ermita                | Miguel Ángel López Gutiérrez                 | UNE                       |                                              |                                                         |
| Jocotán                        | Ramón Díaz Gutierrez                         | UNE                       |                                              |                                                         |
| Camotán                        | Noe Rolando Guerra Guerra                    | Todos                     |                                              |                                                         |
| Olopa                          | José Jorge Lemus Espinoza                    | UCN                       |                                              |                                                         |
| Esquipulas                     | Carlos José Lapola Rodríguez                 | DESARROLLO                |                                              |                                                         |
| Concepción Las Minas           | Juan Antonio Vanegas Hernández               | UCN                       |                                              |                                                         |
| Quezaltepeque                  | Álvaro Rolando Morales Sandoval              | UNE                       |                                              |                                                         |
| San Jacinto                    | Marvin Juventino Morales Palma               | UNE                       |                                              |                                                         |
| Ipala                          | Esduin Jerson Javier Javier                  | MILPA                     |                                              |                                                         |
| Departamento de Jalapa         |                                              |                           |                                              |                                                         |
| Jalapa                         | Rafael Alfredo Sandoval Cabrera              | UNE                       |                                              |                                                         |
| San Pedro Pinula               | José Roberto Ramírez Guerra                  | UNE                       |                                              |                                                         |
| San Luis Jilotepeque           | Juan Alberto Pérez Manuel                    | EL CÁNTARO                |                                              |                                                         |
| San Manuel Chaparrón           | Rafael Alcides Sandoval Rodríguez            | UNE                       |                                              |                                                         |
| San Carlos Alzatate            | Fredi Omar García Galiano                    | UCN                       |                                              |                                                         |
| Monjas                         | Saul López Escalante                         | CCM                       | Juan Antonio Orellana Cardona                | Vamos                                                   |
| Mataquescuintla                | Hector Felipe Guevara Pineda                 | UNE                       | Hector Felipe Guevara Pineda                 | UNE                                                     |
| Departamento de Jutiapa        |                                              |                           |                                              |                                                         |
| Jutiapa                        | Luis Gabriel Rosales Orellana                | Valor                     |                                              |                                                         |
| El Progreso                    | Marvin Enrique Zepeda González               | COCIPROG                  |                                              |                                                         |
| Santa Catarina Mita            | William Geovanny Duarte Aguilar              | FCN Nación                |                                              |                                                         |
| Agua Blanca                    | Julio César Guerra Cameros                   | FCN Nación                |                                              | PHG                                                     |
| Asunción Mita                  | Rene Francisco Guardado Lemus                | COCIMI                    |                                              |                                                         |
| Yupiltepeque                   | Carlos Aníbal Godoy Torres                   | UNE                       |                                              |                                                         |
| Atescatempa                    | José Mauricio Contreras Moran                | UCN                       |                                              |                                                         |
| Jerez                          | Carlos Efraín Melgar Torres                  | UNE                       |                                              |                                                         |
| El Adelanto                    | Teofilo Sinohe Corado Azmitia                | UNE                       |                                              |                                                         |
| Zapotitlán                     | Hilmar Edgardo Quiñonez Y Quiñonez           | UNE                       |                                              |                                                         |
| Comapa                         | Cesar Estuardo Vasquez Recinos               | FCN Nación                |                                              |                                                         |
| Jalpatagua                     | Gustavo Adolfo Recinos Corea                 | UNE                       |                                              |                                                         |
| Conguaco                       | Manuel González                              | UCN                       |                                              |                                                         |
| Moyuta                         | Carlos Roberto Marroquin Fuentes             | FCN Nación                |                                              |                                                         |
| Pasaco                         | Ottoniel Pineda Herrera                      | UNE                       |                                              |                                                         |
| San José Acatempa              | Esteban Adolfo Castillo Y Castillo           | UCN                       |                                              |                                                         |
| Quesada                        | Carlos Alberto Martínez Castellanos          | FCN Nación                |                                              |                                                         |

### Por partido político
| Partido | Partido                                      | Partido | Alcaldes obtenidos | Votos totales | % |
| ------- | -------------------------------------------- | ------- | ------------------ | ------------- | - |
|         | Vamos                                        |         | 132/340            |               |   |
|         | Partido Cabal                                |         | 49/340             |               |   |
|         | Unidad Nacional de la Esperanza              |         | 40/340             |               |   |
|         | Comités cívicos                              |         | 20/340             |               |   |
|         | Todos                                        |         | 15/340             |               |   |
|         | Valor                                        |         | 14/340             |               |   |
|         | Partido Político Nosotros                    |         | 10/340             |               |   |
|         | Visión con Valores                           |         | 9/340              |               |   |
|         | Valor–Unionista                              |         | 9/340              |               |   |
|         | Bienestar Nacional                           |         | 6/340              |               |   |
|         | Podemos                                      |         | 5/340              |               |   |
|         | Cambio                                       |         | 5/340              |               |   |
|         | Victoria                                     |         | 5/340              |               |   |
|         | Partido Humanista de Guatemala               |         | 4/340              |               |   |
|         | Compromiso, Renovación y Orden               |         | 3/340              |               |   |
|         | Partido Azul                                 |         | 2/340              |               |   |
|         | Movimiento para la Liberación de los Pueblos |         | 2/340              |               |   |
|         | Partido Unionista                            |         | 2/340              |               |   |
|         | Comunidad Elefante                           |         | 2/340              |               |   |
|         | Unidad Revolucionaria Nacional Guatemalteca  |         | 2/340              |               |   |
|         | Voluntad, Oportunidad y Solidaridad          |         | 1/340              |               |   |
|         | Movimiento Semilla                           |         | 1/340              |               |   |
|         | WINAQ                                        |         | 1/340              |               |   |
|         | Partido Popular Guatemalteco                 |         | 1/340              |               |   |
|         | URNG–WINAQ                                   |         | 0/340              |               |   |
|         | Semilla–URNG                                 |         | 0/340              |               |   |
|         | Unión Republicana                            |         | 0/340              |               |   |
|         | Semilla–URNG–WINAQ                           |         | 0/340              |               |   |
|         | Mi Familia                                   |         | 0/340              |               |   |
|         | Partido Republicano                          |         | 0/340              |               |   |
|         | Frente de Convergencia Nacional              |         | 0/340              |               |   |
|         | Partido de Avanzada Nacional                 |         | 0/340              |               |   |
|         | Partido de Oportunidades y Desarrollo        |         | 0/340              |               |   |
|         | Partido de Integración Nacional              |         | 0/340              |               |   |